# Mistrzostwa Europy w Wioślarstwie 2008 – jedynka kobiet
Jedynka kobiet (W1x) – konkurencja rozgrywana podczas Mistrzostw Europy w Wioślarstwie 2008 w Atenach między 19 a 20 września.

## Harmonogram konkurencji
| Wydarzenie               | Runda         |
| ------------------------ | ------------- |
| Piątek, 19 września 2008 | Eliminacje    |
| Piątek, 19 września 2008 | Repasaże      |
| Sobota, 20 września 2008 | Półfinały A/B |
| Sobota, 20 września 2008 | Finał C       |
| Sobota, 20 września 2008 | Finał B       |
| Sobota, 20 września 2008 | Finał A       |

## Medaliści
| Złoto              | Srebro           | Brąz            |
| Miroslava Knapková | Annick De Decker | Regina Naunheim |

## Wyniki

### Eliminacje
Reguła kwalifikacji: 1-3 → PA/B, 4.. → R

#### Eliminacje 1
| Miejsce | Zawodnik             | Kraj       | Czas    | Uwagi |
| ------- | -------------------- | ---------- | ------- | ----- |
| 1       | Miroslava Knapková   | Czechy     | 7:38,35 | PA/B  |
| 2       | Regina Naunheim      | Szwajcaria | 7:40,45 | PA/B  |
| 3       | Ulla Hvid-Fogh       | Dania      | 7:43,04 | PA/B  |
| 4       | Anastasija Kożenkowa | Ukraina    | 7:51,06 | R     |
| 5       | Katalin Szabó        | Węgry      | 7:51,23 | R     |

#### Eliminacje 2
| Miejsce | Zawodnik                | Kraj      | Czas    | Uwagi |
| ------- | ----------------------- | --------- | ------- | ----- |
| 1       | Annick De Decker        | Belgia    | 7:36,91 | PA/B  |
| 2       | Iva Obradović           | Serbia    | 7:38,65 | PA/B  |
| 3       | Nuria Domínguez Asensio | Hiszpania | 7:45,62 | PA/B  |
| 4       | Kristīne Gosa           | Łotwa     | 7:55,04 | R     |
| 5       | Ulla Varvio             | Finlandia | 8:01,15 | R     |

#### Eliminacje 3
| Miejsce | Zawodnik           | Kraj     | Czas    | Uwagi |
| ------- | ------------------ | -------- | ------- | ----- |
| 1       | Agata Gramatyka    | Polska   | 7:38,47 | PA/B  |
| 2       | Caroline Delas     | Francja  | 7:40,94 | PA/B  |
| 3       | Julia Richter      | Niemcy   | 7:44,79 | PA/B  |
| 4       | Jacobine Veenhoven | Holandia | 7:47,68 | R     |
| 5       | Kaisa Pajusalu     | Estonia  | 7:56,98 | R     |

### Repasaże
Reguła kwalifikacji: 1-3 → PA/B, 4... → FC
| Miejsce | Zawodnik             | Kraj      | Czas    | Uwagi |
| ------- | -------------------- | --------- | ------- | ----- |
| 1       | Anastasija Kożenkowa | Ukraina   | 7:44,41 | PA/B  |
| 2       | Jacobine Veenhoven   | Holandia  | 7:47,43 | PA/B  |
| 3       | Katalin Szabó        | Węgry     | 7:48,53 | PA/B  |
| 4       | Kristīne Gosa        | Łotwa     | 7:50,29 | FC    |
| 5       | Kaisa Pajusalu       | Estonia   | 7:54,40 | FC    |
| 6       | Ulla Varvio          | Finlandia | 8:06,09 | FC    |

### Półfinały A/B
Reguła kwalifikacji: 1-3 → FA, 4... → FB

#### Półfinały A/B 1
| Miejsce | Zawodnik                | Kraj      | Czas    | Uwagi |
| ------- | ----------------------- | --------- | ------- | ----- |
| 1       | Miroslava Knapková      | Czechy    | 7:33,93 | FA    |
| 2       | Nuria Domínguez Asensio | Hiszpania | 7:34,51 | FA    |
| 3       | Annick De Decker        | Belgia    | 7:34,63 | FA    |
| 4       | Caroline Delas          | Francja   | 7:35,74 | FB    |
| 5       | Ulla Hvid-Fogh          | Dania     | 7:37,78 | FB    |
| 6       | Katalin Szabó           | Węgry     | 8:02,83 | FB    |

#### Półfinały A/B 2
| Miejsce | Zawodnik             | Kraj       | Czas    | Uwagi |
| ------- | -------------------- | ---------- | ------- | ----- |
| 1       | Agata Gramatyka      | Polska     | 7:39,01 | FA    |
| 2       | Iva Obradović        | Serbia     | 7:39,83 | FA    |
| 2       | Regina Naunheim      | Szwajcaria | 7:39,83 | FA    |
| 4       | Julia Richter        | Niemcy     | 7:42,17 | FB    |
| 5       | Anastasija Kożenkowa | Ukraina    | 7:43,74 | FB    |
| 6       | Jacobine Veenhoven   | Holandia   | 7:53,50 | FB    |

### Finał C
| Miejsce | Zawodnik       | Kraj      | Czas    | Uwagi |
| ------- | -------------- | --------- | ------- | ----- |
| 1       | Kristīne Gosa  | Łotwa     | 7:54,94 |       |
| 2       | Kaisa Pajusalu | Estonia   | 7:58,08 |       |
| 3       | Ulla Varvio    | Finlandia | 8:02,98 |       |

### Finał B
| Miejsce | Zawodnik             | Kraj     | Czas    | Uwagi |
| ------- | -------------------- | -------- | ------- | ----- |
| 1       | Caroline Delas       | Francja  | 7:39,36 |       |
| 2       | Ulla Hvid-Fogh       | Dania    | 7:39,47 |       |
| 3       | Julia Richter        | Niemcy   | 7:44,03 |       |
| 4       | Katalin Szabó        | Węgry    | 7:46,60 |       |
| 5       | Anastasija Kożenkowa | Ukraina  | 7:49,18 |       |
| 6       | Jacobine Veenhoven   | Holandia |         | DNS   |

### Finał A
| Miejsce | Zawodnik                | Kraj       | Czas    | Uwagi |
| ------- | ----------------------- | ---------- | ------- | ----- |
|         | Miroslava Knapková      | Czechy     | 7:27,42 |       |
|         | Annick De Decker        | Belgia     | 7:34,04 |       |
|         | Regina Naunheim         | Szwajcaria | 7:35,04 |       |
| 4       | Iva Obradović           | Serbia     | 7:35,77 |       |
| 5       | Nuria Domínguez Asensio | Hiszpania  | 7:36,64 |       |
| 6       | Agata Gramatyka         | Polska     | 7:49,20 |       |